# Nathaniel Davison
Pour les articles homonymes, voir Davison.
Nathaniel Davison (c. 1736–1809) est un diplomate anglais, connu pour ses découvertes archéologiques égyptiennes.

## Biographie
En 1763, il fait la découverte d’une chambre dans la pyramide de Khéops, elle sera plus tard nommée la « chambre de Davison »,. 